# فرامرز فرازمند
فرامرز فرازمند (۸ اسفند ۱۳۲۴ - ۲۲ مرداد ۱۳۸۹) تهیه‌کننده اغلب آثار بعد از انقلاب داریوش مهرجویی بود. وی علاوه بر تهیه کنندگی نویسنده  سینمای ایران هم بود.

## زندگی‌نامه
او سال ۱۳۲۴ در ساری زاده شد و تحصیلات خود را در رشته حسابداری صنعتی ادامه داد و توانست فوق‌لیسانس مدیریت بازرگانی را از آمریکا دریافت کند. وی اولین همکاری خود را با داریوش مهرجویی در فیلم «لیلا» رقم زد.
فرازمند از سال ۱۳۷۵ فعالیت حرفه‌ای خود را آغاز کرد و در فیلم‌های «لیلا» و «درخت گلابی» به‌عنوان مجری طرح و تهیه‌کننده و در فیلم «میکس» به‌عنوان تهیه‌کننده حضور یافت.
او همچنین در فیلم‌های «دختر دایی گمشده» و «بمانی» سرمایه‌گذاری کرد. از دیگر کارهای فرازمند می‌توان به تهیه‌کنندگی فیلم‌های سینمایی «میکس» در سال ۱۳۷۸ و «سنتوری» در سال ۱۳۸۵ اشاره کرد. او همچنین در تولید فیلم «مهمان مامان» نیز به عنوان مشاور تولید حضور داشت.
فرازمند در بیست و پنجمین دوره جشنواره فیلم فجر، سیمرغ بلورین بهترین فیلم از نگاه تماشاگران را برای تهیه فیلم سینمایی «سنتوری» دریافت کرد.
ظهر روز جمعه ۲۲ مرداد سال ۱۳۸۹ در منزل خود دچار ایست قلبی شد و پیش از انتقال به بیمارستان در سن ۶۵ سالگی درگذشت.

## فیلم‌ها
- ۱ - میر نوروزی (۱۳۸۸)
- ۲ -  سنتوری (۱۳۸۵)
- ۳ - میکس (۱۳۷۸)
- ۴ - درخت گلابی (۱۳۷۶)
- ۵ - لیلا (۱۳۷۵)